# Michel Strogoff (pièce de théâtre)
Pour les articles homonymes, voir Michel Strogoff (homonymie).

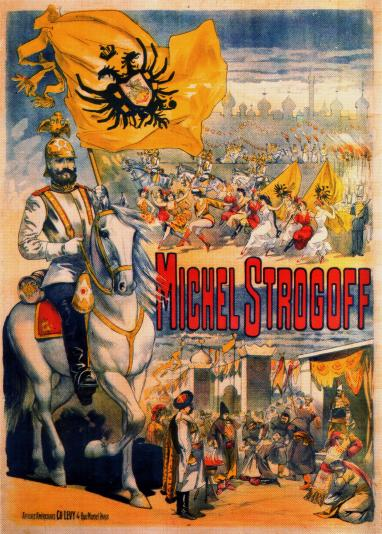
Affiche.

Michel Strogoff est une pièce de théâtre de Jules Verne et Adolphe d'Ennery, adaptation du roman Michel Strogoff. Elle est créée en 1880 au théâtre du Châtelet. 

## Historique
Elle a été commandée à Jules Verne par le théâtre de l'Odéon le 19 octobre 1877. Verne devait d'abord y travailler seul, mais finalement se résout à s'adjoindre, à contrecœur, Dennery. La scène de l'Odéon ayant été jugée trop petite pour l’accueillir, son directeur, Félix Duquesnel, décide de confier la pièce au directeur du théâtre du Châtelet, Émile Rochard. 
Jules Verne envisage d'y faire tenir les rôles principaux de Michel Strogoff et Nadia par le couple Henri et Victoria Lafontaine, en vain. De même, Céline Montaland est évoquée pour le rôle d'Arabelle mais est jugée trop jeune pour représenter une tante. 
Elle est lue dans une version comportant 14 tableaux, au théâtre du Châtelet, par d'Ennery, le 16 août 1880, et y est jouée à partir du 17 novembre 1880, Jules Verne assistant à la première. 386 représentations vont se succéder jusqu’au 13 novembre 1881, puis 8 reprises jusqu'en 1904, soit 1 327 représentations. Entre le 3 août 1906 et le 29 août 1939, 1 175 autres représentations ont encore lieu. 
Elle est reprise aussi à Amiens pour la première fois le 26 août 1882 et y sera par la suite de nombreuses fois rejouée jusqu'en 1900.
D'Ennery touche 7 % des recettes, Jules Verne, 5, soit, à sa mort, 298 820,07 F, sans compter les droits de représentation en province et à l'étranger.

## Description
La pièce compte 16 tableaux. En plus de décors spectaculaires, un escadron de trente chevaux y est ajouté. La musique est principalement d'Alexandre Artus et, pour certaines scènes telles Fête tartare, de Georges Guilhaud.

### Distribution
- Michel Strogoff : courrier du Tsar.
- Ivan Ogareff : colonel russe : Paul Deshayes
- Harry Blount : reporter anglais.
- Alcide Jollivet : reporter français : Joseph Joumard.
- Le Grand-Duc : gouverneur d’Irkoutsk.
- Le gouverneur de Moscou.
- Wassali Fédor.
- Le maître de police.
- L’émir Féofar : khan de Tartarie.
- Le général Kissoff.
- Un capitaine tartare.
- Le maître de poste.
- Le général Voronzoff.
- Un employé du télégraphe.
- Premier fugitif, deuxième fugitif.
- Un aide de camp, un agent de police, un grand prêtre, un sergent tartare, deuxième aide de camp, premier et deuxième voyageurs, un bohémien.
- Marfa Strogoff.
- Nadia Fédor.
- Sangarre : Eugénie Deshayes

### Déroulement des tableaux
1. Le Palais Neuf.
2. Moscou illuminé.
3. La retraite aux flambeaux.
4. Le relais de poste.
5. L’isba du télégraphe.
6. Le champ de bataille de Kolyvan.
7. La tente d’Ivan Ogareff.
8. Le camp de l’émir.
9. La fête tartare.
10. La clairière.
11. Le radeau.
12. Les rives de l’Angara.
13. Le fleuve de naphte.
14. La ville en feu.
15. Le palais du Grand-Duc.
16. L’assaut d’Irkoutsk.

## La pièce dans l'art
En 1880, Adrien Marie effectue plusieurs estampes intitulées Michel Strogoff condamné par les tartares à avoir les yeux brûlés, Le camp de l'émir et la fête tartare (9e tableau), décors de M. Chéret et Le salut des amazones à l'émir, à l'occasion de l'adaptation théâtrale du roman.